# Паприка
Паприка (од мађ. paprika; лат. Capsicum annuum) је једногодишња биљна врста из истоименог рода. Постоје њени разни варијетети међу којима је и чили паприка. Може се наћи и гајити у Северној Америци и Јужној Америци. Често се користи у кулинарству и може се пећи.